# 지미집

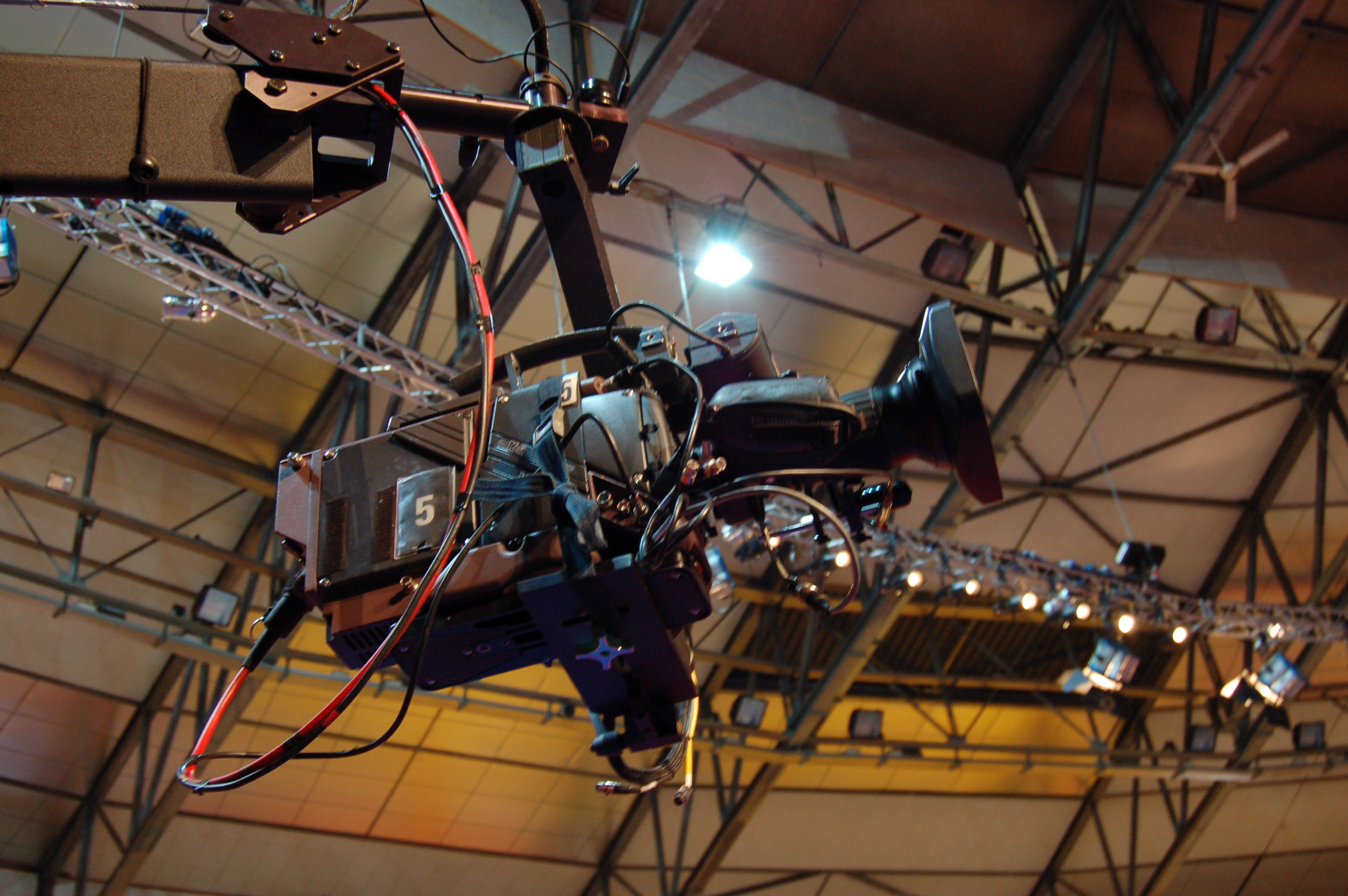
지미집에 연결된 Thomson 1657D 카메라

지미집(영어: Jimmy Jib)은 크레인과 같은 구조 끝에 카메라가 설치되어 있으며 리모컨으로 촬영을 조정할 수 있는 무인 카메라이다. 직접 들거나 고정으로 설치해두고 촬영하는 일반 카메라에 비해 수동으로 각도와 방향을 조절할 수 있는 크레인에 카메라가 달린 지미집을 이용하면 더 생동감이 있게 촬영할 수 있어서 근래 많이 사용되고 있다.
1.8m 기본형 약 8,335.00 $ ~ 12m 16,880.00$ 까지의 가격이 있다
지미집은 미국의 지미라는 사람의 이름을 따서 만들어졌다.

## 같이 보기
- 스테디캠
- 집(en:Jib (camera))
- 필르마이징